# Quốc kỳ Mali

Quốc kỳ Mali

Quốc kỳ Mali (tiếng Pháp: Drapeau du Mali) là một hình ba màu có ba sọc dọc bằng nhau. Từ cột cờ (nơi cột cờ gặp cờ) có các màu xanh lá cây, vàng, đỏ, các màu liên Phi. Quốc kỳ của Mali gần giống với quốc kỳ của Guinée, ngoại trừ việc các màu có thứ tự ngược lại.

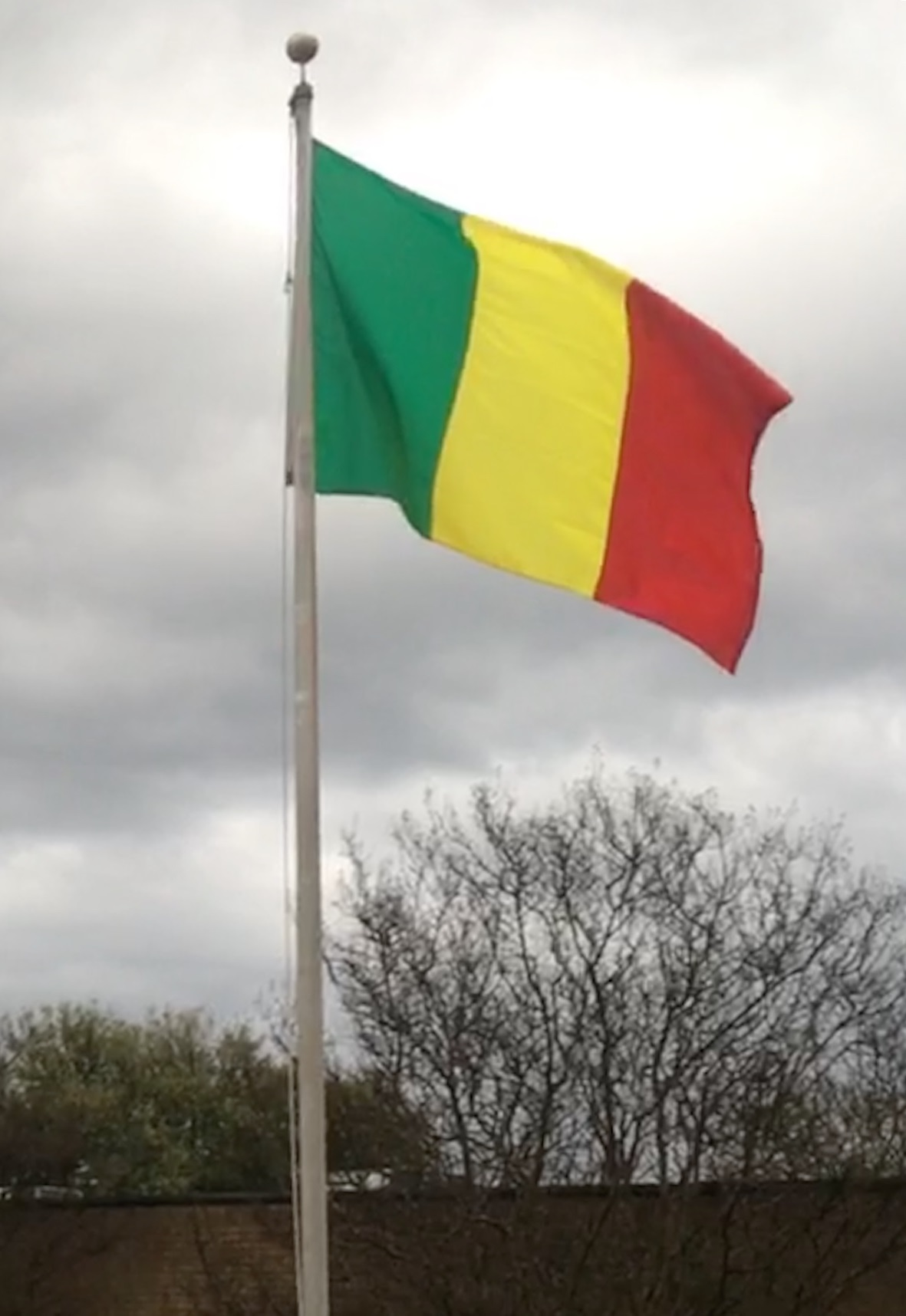
Cờ của Mali

## Lịch sử
Cờ hiện tại được thông qua vào ngày 1 tháng 3 năm 1961. Cờ ban đầu được thông qua vào ngày 4 tháng 4 năm 1959, khi Mali gia nhập Liên bang Mali. Lá cờ này cũng vậy, ngoại trừ sọc vàng có một kanaga màu đen, hình một người đàn ông ngồi xổm với hai cánh tay giơ lên trời. Hình ảnh này đã bị xóa do sự phản đối, ở một quốc gia có 90% dân số là người Hồi giáo (xem phần "Nhân khẩu")(95% người Sunni 5% người Shia) theo chủ nghĩa Hồi giáo chính thống.

## Chủ nghĩa tượng trưng
Màu xanh lá cây tượng trưng cho sự màu mỡ của đất đai, màu vàng tượng trưng cho sự tinh khiết và giàu có về khoáng sản, còn màu đỏ tượng trưng cho máu đổ ra để giành độc lập từ tay người Pháp.

## Cờ lịch sử
| Lá cờ     | Số năm sử dụng | Tỉ lệ    | Chính phủ                                                    | Sự miêu tả |
| --------- | -------------- | -------- | ------------------------------------------------------------ | --- |
|           | c. 1324        |          | Đế quốc Mali (có thể)                                        | Bản dựng lại lá cờ được Musa I sử dụng trong lễ hajj, có thể là lá cờ lịch sử của Đế quốc Mali. Nó bao gồm một hình chữ nhật màu vàng tập trung vào một trường màu đỏ.                |
|           | 1880–1958      | 2:3      | Sudan thuộc Pháp[./Quốc_kỳ_Mali#cite_note-4 [lower-alpha 1]] | Cờ ba màu của Pháp được sử dụng làm cờ chính thức của Sudan thuộc Pháp trong phần lớn lịch sử của nước này.                                                                           |
|           | 1958–1959      | 2:3      | Sudan thuộc Pháp[./Quốc_kỳ_Mali#cite_note-4 [lower-alpha 1]] | Một lá cờ mới được thông qua vào năm 1958, khi Sudan thuộc Pháp giành được quyền tự trị trong Cộng đồng Pháp. Nó bao gồm ba màu của Pháp với chữ Kanaga màu đen ở giữa dải màu trắng. |
|           | 1959–1960      | 2:3      | Liên bang Mali                                               | Lá cờ ban đầu được thông qua về nền độc lập của Malian bao gồm ba màu dọc gồm xanh lá cây, vàng và đỏ với chữ Kanaga màu đen ở giữa dải vàng                                          |
| 1960-1961 | Cộng hòa Mali  | 2:3      |                                                              | Lá cờ ban đầu được thông qua về nền độc lập của Malian bao gồm ba màu dọc gồm xanh lá cây, vàng và đỏ với chữ Kanaga màu đen ở giữa dải vàng                                          |
|           | Cộng hòa Mali  | 1961–nay | 2:3                                                          | Quốc kỳ hiện tại của Mali được thông qua vào ngày 1 tháng 3 năm 1961, loại bỏ chữ Kanaga trên lá cờ trước đó.                                                                         |

## Phối màu
| (1961–nay)       | Xanh lá    | Vàng       | Đỏ        |
| ---------------- | ---------- | ---------- | --------- |
| Pantone          | 2271c      | 115c       | 3546c     |
| CMYK             | 91-0-100-0 | 0-9-100-0  | 0-86-63-0 |
| RGB              | 20-181-58  | 252-209-22 | 206-17-38 |
| Hệ thập lục phân | #14B53A    | #FCD116    | #CE1126   |

## Biểu tượng
Màu sắc quốc kỳ có nhiều ý nghĩa khác nhau. Màu xanh lục tượng trưng cho sự màu mỡ của đất đai, màu vàng nghĩa là sự tinh khiết và giàu khoáng sản, màu đỏ có nghĩa "máu chảy" để giành độc lập từ Pháp.